# Catedral de Nuestra Señora del Rosario (Paraná)

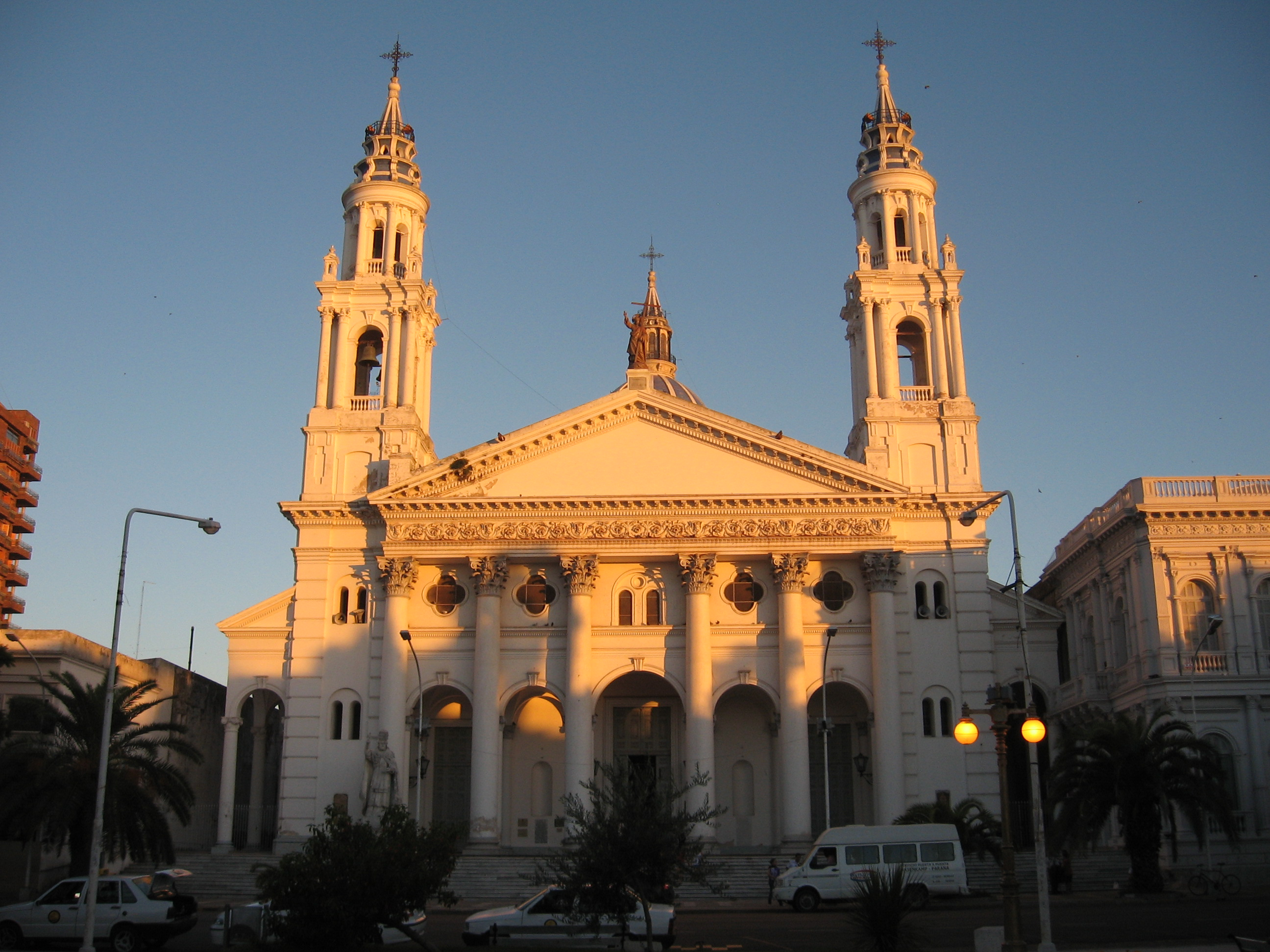
Fachada de la catedral

La catedral de Nuestra Señora del Rosario es el principal templo católico de la ciudad de Paraná, Provincia de Entre Ríos, Argentina.
Se encuentra ubicada en la calle S.S. Francisco (Ex Monte Caseros) entre las calles Urquiza y 25 de Mayo en frente de la plaza 1.º de mayo.
El edificio, de estilo ecléctico, tiene dos torres y una cúpula, en el interior tres naves y en la entrada una estatua de san Pedro. Fue declarada patrimonio histórico nacional, por lo que es motivo de gran orgullo para la ciudadanía paranaense.

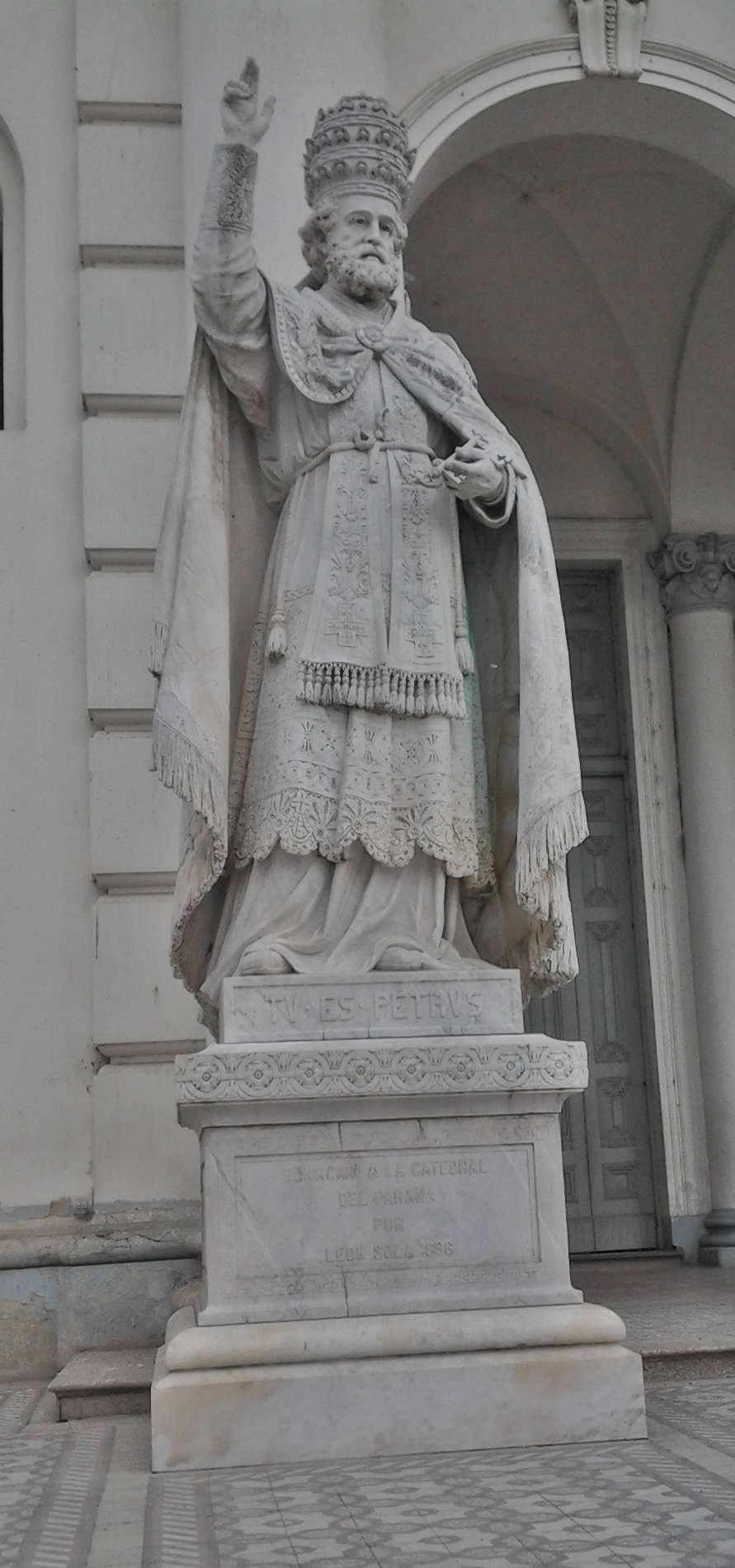
Estatua de San Pedro.

El actual edificio es el cuarto que se ha construido; el primero fue levantado en 1732. Durante los años 1753 y 1756 se construye la segunda iglesia. El 11 de noviembre de 1807 se puso la piedra fundamental del tercer templo, de mayores dimensiones y de mejor material, por iniciativa del párroco presbítero doctor Antonio Gil y Obligado. Luego, ese edificio fue demolido para dar lugar a la actual catedral. Es la obra más importante de Juan Bautista Arnaldi, proyecto que realizara en el año 1882.

## Historia
Un grupo de pobladores se nuclea en torno a una humilde capilla dedicada a esta advocación ubicada en un lugar llamado “Bajada de Paraná” a orillas del río.
En 1730 se crea allí una parroquia. El párroco, Francisco Arias Montiel, el primero de la parroquia, propaga la devoción, funda escuelas y convierte a los aborígenes.
El sucesor, P. Francisco Álvarez, deseoso del nombramiento de un patrono o patrona de la ciudad, decide la realización de un plebiscito popular. La elección es entre la Virgen del Rosario, San Miguel Arcángel y Santa Rosa de Lima, realizándose el 1 de enero de 1825 y resultando electa la Virgen del Rosario. Este hecho permite tener una idea de la importancia concedida a los patrocinios y la repercusión popular de tales acontecimientos.
La Virgen del Rosario está unida a la historia de Paraná y de la provincia de Entre Ríos. Mons. Guilland en 1944 le consagra toda la diócesis y recientemente Mons. Tortolo corona solemnemente a la Patrona de la ciudad.

## Interior

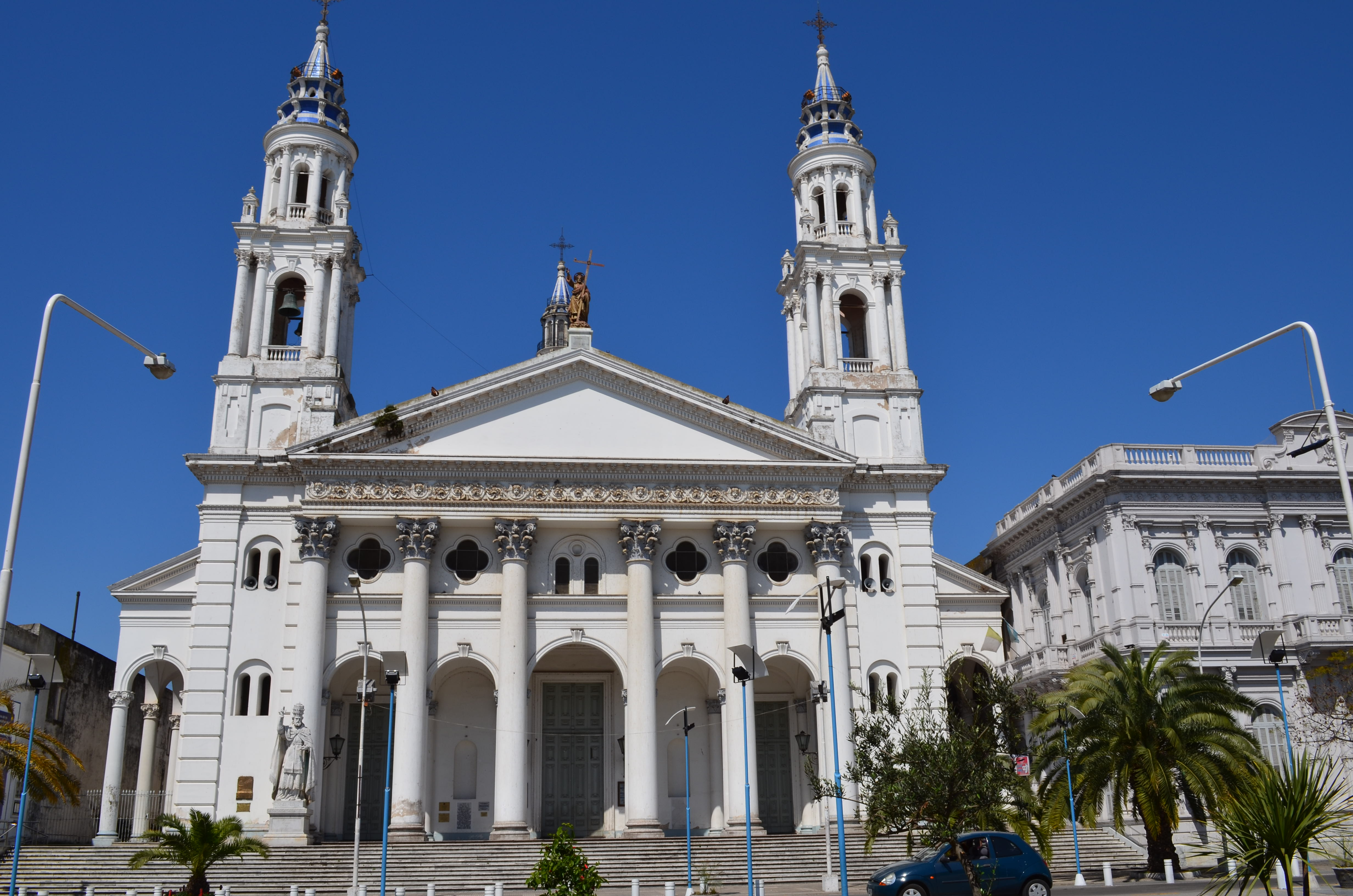
Construida en 1883, y es una de las catedrales más importantes del país, declarada Monumento Histórico Nacional en 1942. Se ubica en calle Monte Caseros, entre Urquiza y 25 de mayo. Es un edificio ecléctico de estilo renacentista y equilibradas proporciones. Su fachada es simétrica, tiene seis columnas en el frente que son de base dórica y fuste liso, hojas de acanto y querubines. En el peristilo se alza la imagen de San Pedro, de los pies a las manos mide 4 metros realizada en mármol de Cardara y obra del escultor Roberto De Carril, fiel copia del original que se exhibe en la Basílica de San Pedro, en Roma. En la parte superior de la fachada en 1901 fue entronizado el Cristo Redentor de bronce, copia del que está en el límite con Chile. Su autor fue también Di Carril.

El frente es neorrenacentista; sus cúpulas de estilo neobizantino, tienen seis columnas de estilo corintio coronadas con hojas de acanto, posee tres puertas, la principal y dos a los laterales a ambos lados de aquella. El campanario consta de cuatro campanas; la mayor o de los Canónigos fue fundida en un crisol en la casa particular del general Urquiza con aportes de objetos de oro y plata donado por los vecinos; las otras tres fueron traídas de las misiones guaraníticas. 
El espacio interior responde a los conceptos de la arquitectura renacentista italiana con una nave cruzada por otra menor formando una cruz latina y paralelamente a la nave central, dos naves laterales de inferior jerarquía destinada a los altares menores. 
En el cruce de las naves principales una gran cúpula domina el espacio generando una tensión de las visuales hacia ese centro, el cual es además resaltado con el uso de la luz natural mediante el efecto de linterna que aparece en la parte superior de la cúpula. En la nave central se observa el Camarín de la Virgen del Rosario que fue traída desde San José del Rincón en 1731, colocada en la Bajada y luego trasladada a la Catedral. 
El recinto se ve ornamentado por 92 columnas de las cuales las 16 centrales son de mármol de Carrara, el resto son de mampostería. A la derecha del presbiterio se encuentra el Museo Histórico de la Catedral que posee valiosísimas piezas. 
La cúpula está tratada como una serie de líneas curvas imitando nervaduras estructurales con un sentido simplemente decorativo. 
La pila bautismal perteneció al tercer templo y fue bautizado en ella el padre Ceferino Namuncurá. 
Los vitrales son 33 y fueron traídos desde Francia. Estos representan los Misterios del Rosario, gozosos, dolorosos, gloriosos y también escenas bíblicas. El Vía Crucis es de procedencia italiana y está hecho en hierro pintado. Los altares son 11, de madera tallada, estilo barroco afrancesado, estucados con pintura y polvo de oro. Los pisos fueron hechos en Paraná de estilo morisco y veneciano. Las puertas de la Catedral fueron donadas por Margarita Rams de Madariaga. En el peristilo se alza la imagen de San Pedro, de los pies a las manos mide cuatro metros. Realizada en mármol de Carrara y obra del escultor Domingo Di Carli, fiel copia del original que se exhibe en la Basílica de San Pedro. Tiene los atributos del Papa: mitra y manto. En la parte superior de la fachada, en 1901, fue entronizado el Cristo Redentor de bronce, copia del que está en el límite con Chile. Su autor fue también Di Carli.

## Datos de interés
A la izquierda de la entrada de la catedral, junto a la pila bautismal, se encuentra una pintura de santa Teresa de Lisieux.Debajo de esta, una urna funeraria dorada contiene un trozo de las reliquias de la santa.
La mayoría de las imágenes de la iglesia poseen ropajes reales.
Dice el mito paranaense que una estatua de san Pablo debía ir en el atrio, pero que debido a que el barco que la traía de Europa estaba en peligro de hundimiento, debieron tirarla al mar. 
En el año 2015, el guante derecho de san Pío de Pietrelcina visitó la catedral.